# Dubbeldam
Dubbeldam è un quartiere della città di Dordrecht nei Paesi Bassi. Situato sull'Isola di Dordrecht, fino al 1º luglio 1970 è stato un comune autonomo, quando è stato incorporato nel comune di Dordrecht.